# Абдулає Сулама
Абдулає Сулама (фр. Abdoulaye Soulama, 29 листопада 1979, Уагадугу — 27 жовтня 2017) — буркінійський футболіст, що грав на позиції воротаря, зокрема за національну збірну Буркіна-Фасо.

## Клубна кар'єра
У дорослому футболі дебютував 1997 року виступами за команду «Фасо-Єнненга», в якій провів три сезони.
2000 року перебрався до Туреччини, де протягом двох років захищав воротра «Денізліспора». Згодом у 2002–2003 роках грав в Алжирі за «Батну», після чого повернувся на батьківщину, де грав за «АСФ Бобо» та «Фасо-Єнненгу».
2007 року став гравцем ганійського «Асанте Котоко», а за сім років перейшов до іншого представника першості Гани, «Гартс оф Оук», який став його останнім клубом.

## Виступи за збірну
1997 року дебютував в офіційних матчах у складі національної збірної Буркіна-Фасо. Регялрно залучався до її лав до 2007 року, пізніше повернувся до збірної і грав за неї у 2012—2015 роках.
Загалом за національну команду провів 46 матчів, був учасником п'яти розіграшів Кубка африканських націй, зокрема «срібного» для буркінійців КАН 2013 року в ПАР, де захищав їх ворота у двох матчах групового етапу.

## Смерть
Помер 27 жовтня 2017 року на 38-му році життя через онкологічне захварювання.

## Титули і досягнення
- Срібний призер Кубка африканських націй: 2013